# Sicyonia laevigata
Sicyonia laevigata är en kräftdjursart som beskrevs av William Stimpson 1871. Sicyonia laevigata ingår i släktet Sicyonia och familjen Sicyoniidae. Inga underarter finns listade i Catalogue of Life.